# A menü
A Menü (eredeti cím: The Menu) 2022-es amerikai horror filmvígjáték, amelynek rendezője Mark Mylod, forgatókönyvírója Seth Reiss és Will Tracy, producere Adam McKay, Betsy Koch és Will Ferrell. A főszerepben Anya Taylor-Joy, Nicholas Hoult, Ralph Fiennes, Hong Chau, Janet McTeer, Judith Light és John Leguizamo látható.
A menü világpremierje a Torontói Nemzetközi Filmfesztiválon volt 2022. szeptember 10-én. Az Amerikai Egyesült Államokban 2022. november 18-án, míg Magyarországon egy nappal korábban, november 17-én mutatták be a mozikban a Fórum Hungary forgalmazásában.

## Cselekmény
Egy fiatal pár egy távoli szigetre utazik, hogy egy exkluzív étteremben étkezzenek, ahol a séf pompás menüt állít össze, amely sokkoló meglepetéseket tartogat.

## Szereplők
| Szerep     | Színész         | Magyar hang        |
| ---------- | --------------- | ------------------ |
| Slowik séf | Ralph Fiennes   | Csankó Zoltán      |
| Margot     | Anya Taylor-Joy | Sodró Eliza        |
| Tyler      | Nicholas Hoult  | Ágoston Péter      |
| Elsa       | Hong Chau       | Haumann Petra      |
| Lillian    | Janet McTeer    | Farkasinszky Edit  |
| Anne       | Judith Light    | Kovács Nóra        |
| filmsztár  | John Leguizamo  | Rajkai Zoltán      |
| Richard    | Reed Birney     | Dunai Tamás        |
| Ted        | Paul Adelstein  | Láng Balázs        |
| Felicity   | Aimee Carrero   | Bogdányi Titanilla |
| Dave       | Mark St. Cyr    | Gacsal Ádám        |
| Soren      | Arturo Castro   | Seszták Szabolcs   |
| Bryce      | Rob Yang        | Mészáros Béla      |
| Linda      | Rebecca Koon    | Horváth Zsuzsa     |
| Sommelier  | Peter Grosz     | Holl Nándor        |

### Magyar változat
- Magyar szöveg: Gáspár Bence
- Hangmérnök: Farkas László
- Vágó: Kajdácsi Brigitta
- Gyártásvezető: Gelencsér Adrienne
- Szinkronrendező: Nikodém Zsigmond
- Produkciós vezető: Hagen Péter

A szinkron a Disney Character Voices International megbízásából a Mafilm Audio Kft.-ben készült el

## A film készítése
A forgatás 2021. szeptember 3-án kezdődött a georgiai Savannahban, Peter Deming operatőrrel. A film vágója Christopher Tellefsen.

## Bemutató
A Menü premierje a Torontói Nemzetközi Filmfesztiválon volt 2022. szeptember 10-én. Amerikai premierje a Fantastic Festen volt. 2022. november 18-án került a mozikba.

## Elismerések
| Év   | Helyszín           | Díj         | Jelölés | Eredmény | Forr. |
| ---- | ------------------ | ----------- | ------- | -------- | ----- |
| 2022 | 17. Fantastic Fest | Közönségdíj | A menü  | Elnyerte | [ 7 ] |

## Fordítás
- Ez a szócikk részben vagy egészben  a   The Menu (2022 film) című angol Wikipédia-szócikk fordításán alapul.  Az eredeti cikk szerkesztőit annak laptörténete sorolja fel. Ez a jelzés csupán a megfogalmazás eredetét és a szerzői jogokat jelzi, nem szolgál a cikkben szereplő információk forrásmegjelöléseként.